# Катинон
Катинон, норефедрон, β-кетоамфетамін — моноаміновий алкалоїд, що міститься в каті (Catha edulis) — рослині родини бруслинових, що росте у Східній Африці та на Аравійському півострові. 
За дією на організм близький до ефедрину, катину, меткатинону та амфетамінів. Ймовірно, має найсильніший психостимулюючий ефект серед похідних від Catha edulis. Катинон відрізняється від багатьох інших амфетамінів приналежністю до функціональної групи кетону.